# Halowe Mistrzostwa Świata w Lekkoatletyce 1999 – sztafeta 4 × 400 m kobiet
Sztafeta 4 × 400 m kobiet – jedna z konkurencji rozgrywanych podczas halowych mistrzostw świata w lekkoatletyce w 1999, zmagania w niej odbyły się 7 marca.
Udział w tej konkurencji brały ekipy reprezentujące 6 państw. Zawody te wygrała ekipa z Rosji (w składzie: Tatjana Czebykina, Swietłana Gonczarienko, Olga Kotlarowa, Natalja Nazarowa). Drugą pozycję zajęły zawodniczki z Australii (w składzie: Susan Andrews, Tania Van Heer, Tamsyn Lewis, Cathy Freeman), trzecią zaś reprezentantki Stanów Zjednoczonych (w składzie: Monique Hennagan, Michelle Collins, Zundra Feagin-Alexander, Shanelle Porter).

## Wyniki
| Miejsce | Zawodniczki                                                               | Państwo           | Wynik   | Uwagi |
| ------- | ------------------------------------------------------------------------- | ----------------- | ------- | ----- |
| 01 !    | Tatjana Czebykina Swietłana Gonczarienko Olga Kotlarowa Natalja Nazarowa  | Rosja             | 3:24,25 | WR    |
| 02 !    | Susan Andrews Tania Van Heer Tamsyn Lewis Cathy Freeman                   | Australia         | 3:26,87 |       |
| 03 !    | Monique Hennagan Michelle Collins Zundra Feagin-Alexander Shanelle Porter | Stany Zjednoczone | 3:27,59 | AR    |
| 4.      | Anja Knippel Anja Rücker Ulrike Urbansky Grit Breuer                      | Niemcy            | 3:29,06 |       |
| 5.      | Lorraine Graham Deon Hemmings Beverly Grant Sandie Richards               | Jamajka           | 3:30,16 | NR    |
| 6.      | Sachiko Kiso Sakie Nobuoka Miho Satō Mariko Miura                         | Japonia           | 3:41,47 |       |